# 約夏·貝爾

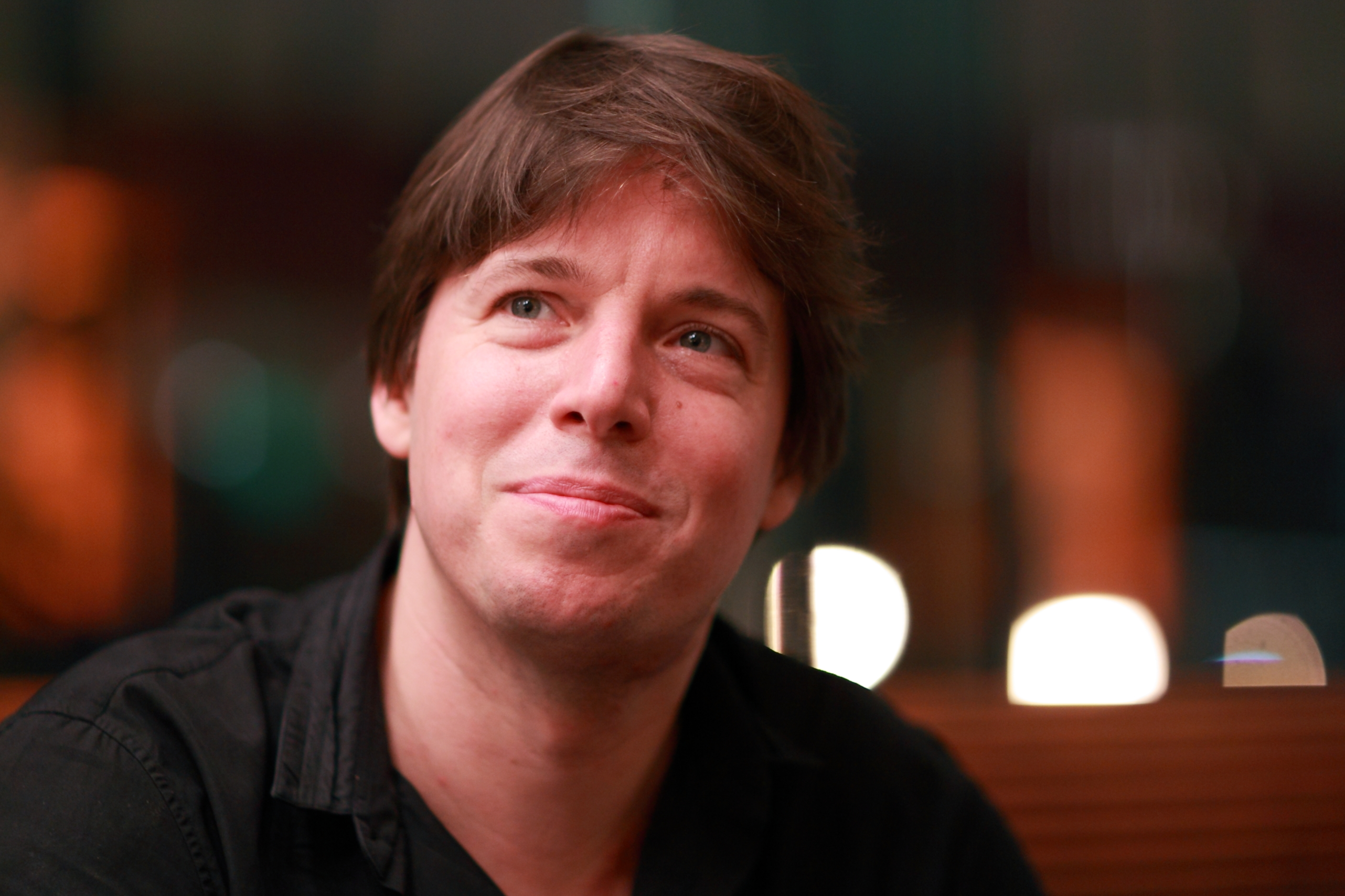
約夏·大衛·貝爾（2010年）

約夏·大衛·貝爾（英語：Joshua David Bell，1967年12月9日—），美國小提琴家。

## 作品

### 商業錄音
- 孟德爾頌／布魯赫：小提琴協奏曲
- 克萊斯勒經典小品輯
- 聖桑精華名作
- 布拉姆斯：D大調小提琴協奏曲；舒曼：D小調小提琴協奏曲
- 巴伯／華爾頓：小提琴協奏曲
- 柯尼斯：小提琴詠嘆調，小提琴與吉他雙協奏曲等
- 電影原聲帶 / 紅色小提琴
- 音樂心大地
- 西城故事組曲
- 偉大作曲家 101 第八集

## 獲獎與榮譽
- 葛萊美獎

## 軼事
- 2007年1月12日，《華盛頓郵報》邀請約夏·貝爾選擇在華盛頓特區的地鐵朗方廣場站入口裝作街頭藝人連續演奏45分鐘，在這個期間他表演了巴哈、舒伯特等難度極大的曲目，他所用的小提琴亦是意大利斯特拉迪瓦裡家族在1713年製造的當今世界上最名貴的提琴之一，價值高達350萬美元。表演的45分鐘裡，共有一千多個路人經過，只有7個路人駐足觀賞，其中有一人發現他就是大名鼎鼎的約夏·貝爾，而他亦只被27人共“施捨”了32.17美元（約新臺幣965元，不包括认出他的人给了他的20美元），而他在波士頓歌劇院的同樣的演奏演出門票每張高達300美元，亦是一票難求[1][2][3]。

## 外部連結
- 約夏·貝爾的官方網站 （页面存档备份，存于）
- 約夏·貝爾的Discogs页面（英文）
- 約夏·貝爾的Instagram帳戶